# Mongolicosa
Mongolicosa Marusik, Azarkina & Koponen, 2004 è un genere di ragni appartenente alla famiglia Lycosidae.

## Distribuzione
Le 8 specie note di questo genere sono state reperite in Mongolia, Russia e Cina.

## Tassonomia
Le caratteristiche di questo genere sono state descritte dall'analisi degli esemplari tipo Mongolicosa glupovi Marusik, Azarkina & Koponen, 2004.
Non sono stati esaminati esemplari di questo genere dal 2017.
Attualmente, a luglio 2017, si compone di 8 specie:
1. Mongolicosa buryatica Marusik, Azarkina & Koponen, 2004 — Russia
2. Mongolicosa glupovi Marusik, Azarkina & Koponen, 2004[2] — Russia
3. Mongolicosa gobiensis Marusik, Azarkina & Koponen, 2004 — Mongolia
4. Mongolicosa mongolensis Marusik, Azarkina & Koponen, 2004 — Mongolia
5. Mongolicosa przhewalskii Fomichev & Marusik, 2017 — Mongolia
6. Mongolicosa pseudoferruginea (Schenkel, 1936) — Cina
7. Mongolicosa songi Marusik, Azarkina & Koponen, 2004 — Mongolia, Cina
8. Mongolicosa uncia Fomichev & Marusik, 2017 — Mongolia

### Sinonimi
- Mongolicosa triangulata (Yu & Song, 1988); trasferita dal genere Acantholycosa e posta insinonimia con M. pseudoferruginea (Schenkel, 1936) a seguito di un lavoro degli aracnologi Marusik, Azarkina & Koponen, 2004[1].